# Джанхот
Джанхо́т — хутор в Краснодарском крае. Входит в состав Дивноморского сельского округа, муниципального образования город-курорт Геленджик. Популярный морской курорт.

## География
Хутор расположен у побережья Чёрного моря, в устье реки Хотецай (адыг. ХъотэкIэй), вдоль долины которой населённый пункт вытянут на 5 км. Находится в 17 км к юго-востоку от Геленджика и в 185 км к юго-западу от города Краснодар. Граничит с землями населённых пунктов: Дивноморское на северо-западе и Прасковеевка на юго-востоке. Средние высоты на территории хутора составляют около 194 метров над уровнем моря и колеблется от нулевого значения у морского побережья до 400 метров в окрестностях населённого пункта.
Особенностью расположения является нахождение курортной местности в ландшафтной зоне распространения эндемичной пицундской сосны — реликта третичного периода. В настоящее время экосистема окрестностей Джанхота подвергаются активному антропогенному воздействию, в связи с чем необходимы меры по сохранению уникальных природных особенностей Джанхота.

### Климат
В населённом пункте господствует умеренный климат. Среднее количество осадков в год — около 800 (преимущественно зимой). В феврале 2000 года в городе зафиксирован мороз до —18,8 °C. Для сравнения, в более южном, но сильно продуваемом из-за глубокого близлежащего ущелья Туапсе мороз доходил до —21,8 °C.

## История
Местность названа по имени натухаевского князя Жанхота. Жанхот был известен и другим адыгским сообществам, в том числе бжедугам и жанеевцам. Одноимённое адыгское селение располагалось на возвышенности по правую часть реки. После депортации натухаевцев в Османскую империю на завершающем этапе Кавказской войны местность опустела.
Также существует мнение, что Джанхот означает «селение жанеевцев» (адыг. жан — «жанеевцы» и адыг. кыт — «селение».
Хутор Джанхот был основан в 1870 году как дачный посёлок историком Фёдором Андреевичем Щербиной, обосновавшегося в ущелье реки Хотецай со своей семьёй. Площадь имения по данным газеты «Кавказ» составляла около 110 десятин. Другие владельцы соседних дач и имений появились здесь позже.
С поселением связаны многие годы жизни В. Г. Короленко, который приехал сюда из Геленджика, чтобы выбрать место для строительства дачи для своего больного брата Иллариона и периодически проживал здесь до 1915 года, когда умер его брат. Дачному посёлку и его жителям писатель посвятил несколько своих произведений.
На 1917 год дачное место Джанхот находился в составе Новороссийского округа Черноморской губернии.
На 26 января 1923 года Джанхот со статусом хутора, входил в Геленджикский район Черноморского округа.
В 1934—1937 годах хутор Джанхот находился в составе Фальшиво-Геленджикского (переименован в Дивноморское в 1964 году) сельского Совета Геленджикского района Азово-Черноморского края.
В 1937—1955 годах хутор находился в составе Фальшиво-Геленджикского сельского Совета Геленджикского района Краснодарского края.
В 1964—1988 годах хутор входил в состав Дивноморского сельского Совета Геленджикского горсовета Краснодарского края.
С 10 марта 2004 года хутор Джанхот входит в состав Дивноморского сельского округа муниципального образования город-курорт Геленджик Краснодарского края.

## Население
| 2002 | 2010 |
| ---- | ---- |
| 330  | ↗416 |

В летнее время население увеличивается в несколько раз, благодаря притоку туристов.

## Достопримечательности
- В Джанхоте находится дом-музей (дача) Владимира Галактионовича Короленко.
- В 5 км к юго-востоку от населённого пункта находится памятник природы — скала Парус.

## Интересный факт
- Чуть восточней хутора протекает одноимённая река Джанхот, но на ней располагается не Джанхот, а соседнее село Прасковеевка.

## Улицы
Улицы
| Короленко       |
| Лесной проспект |

| Морская |

| Черноморская |

Переулки
| Джанхотский |
| Лесной      |

| Морской    |
| Пицундский |

| Солнечный    |
| Черноморский |

СНТ
| Джанхот |

| Маяк |

| Морская Гавань |

## Галерея

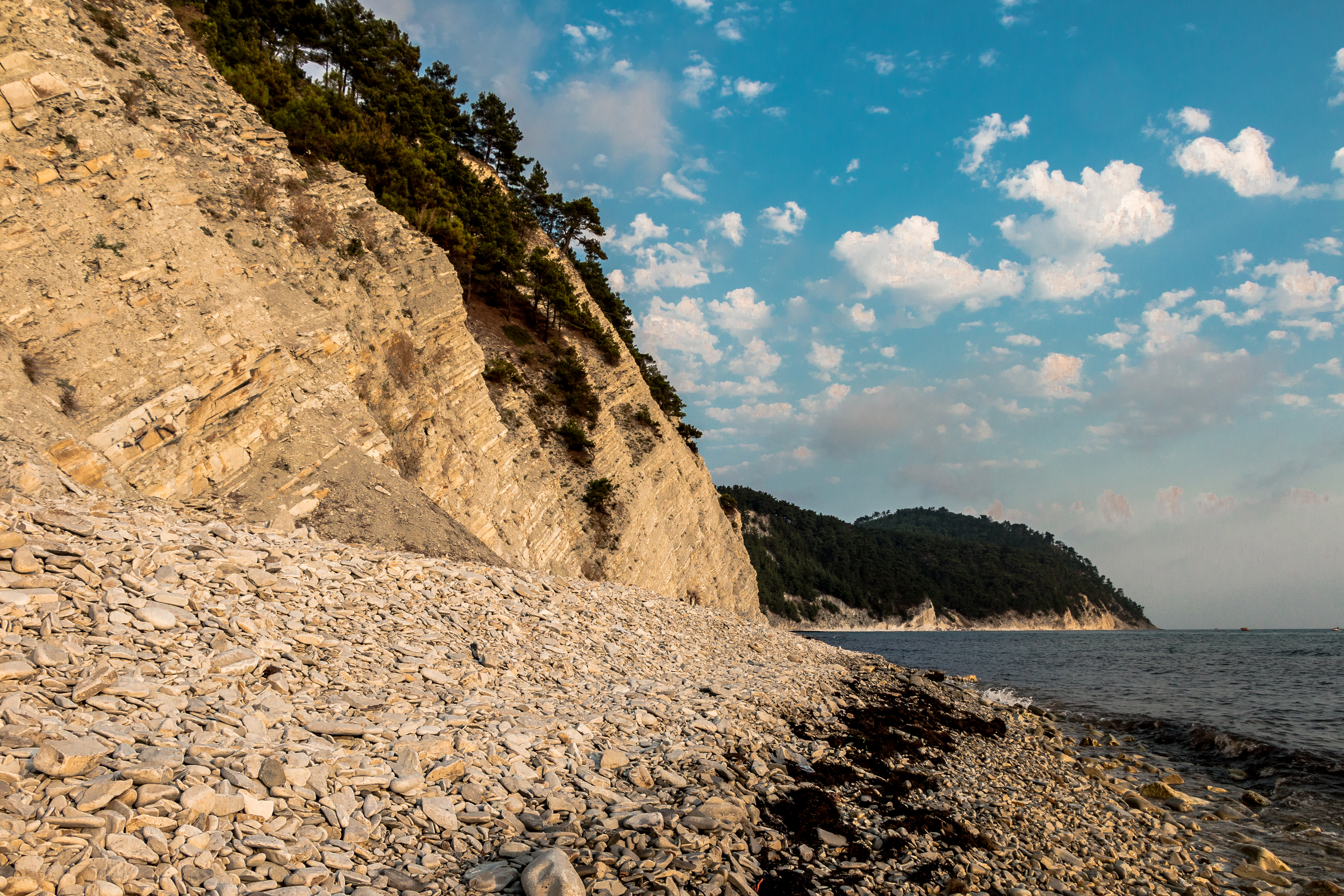
Побережье близ Джанхота
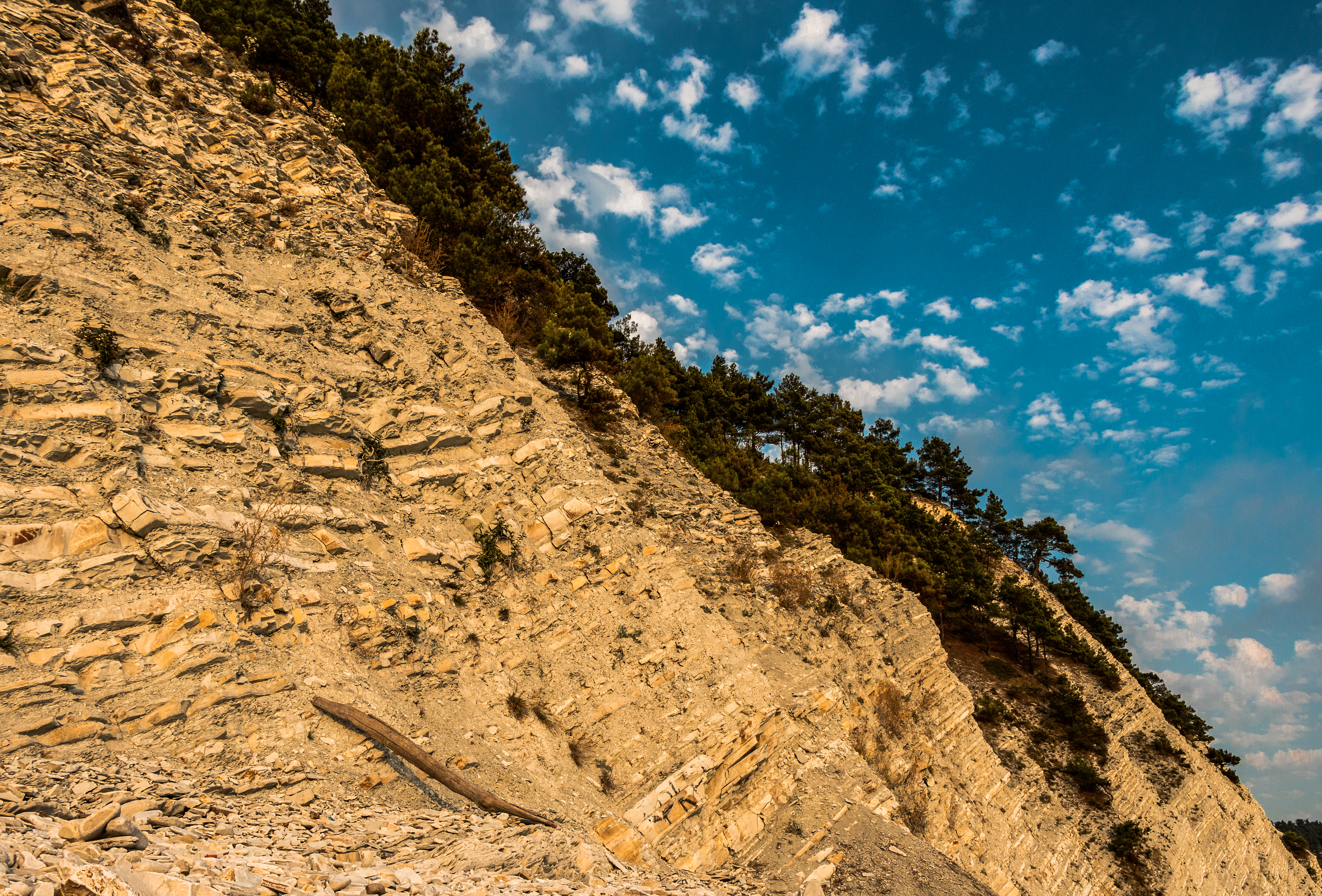
Гора на побережье Джанхота
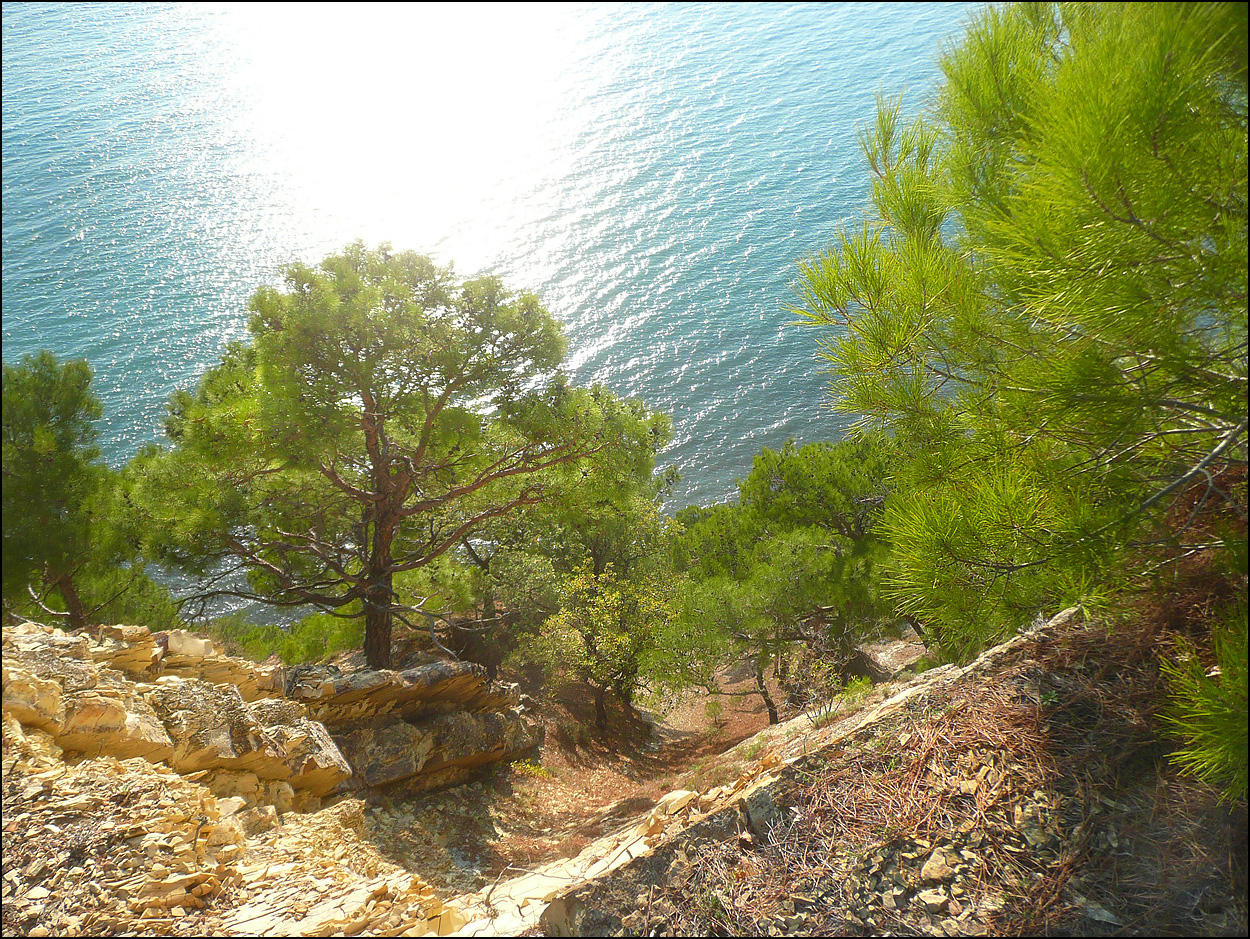
Сосна пицундская на крутом склоне у Джанхота
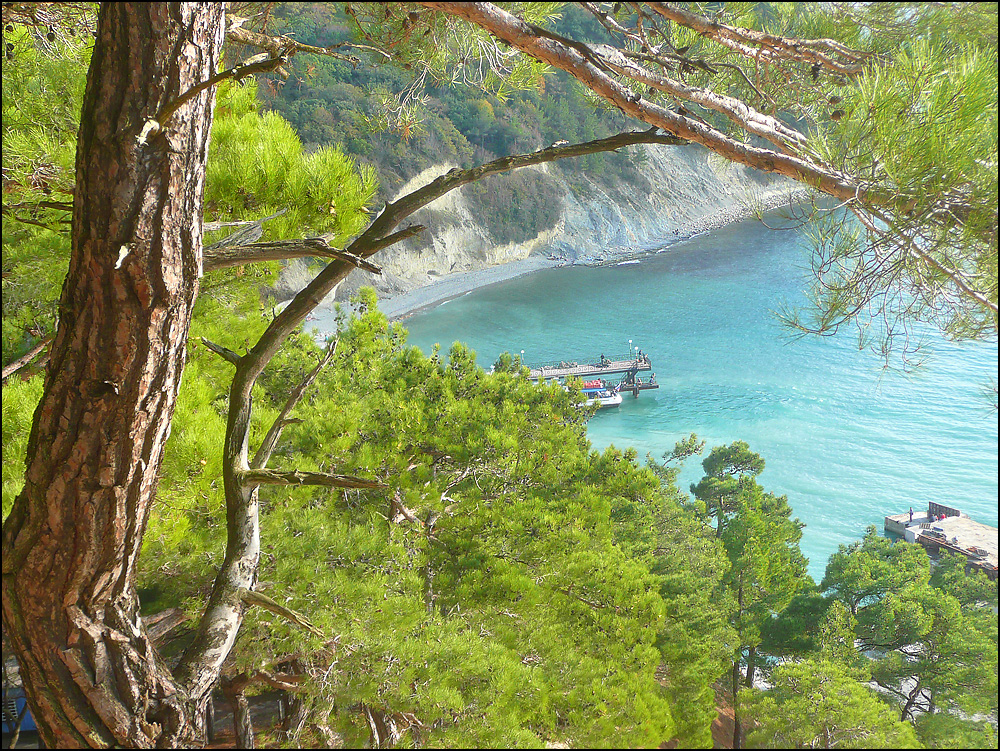
Маленький залив в устье реки Хотецай
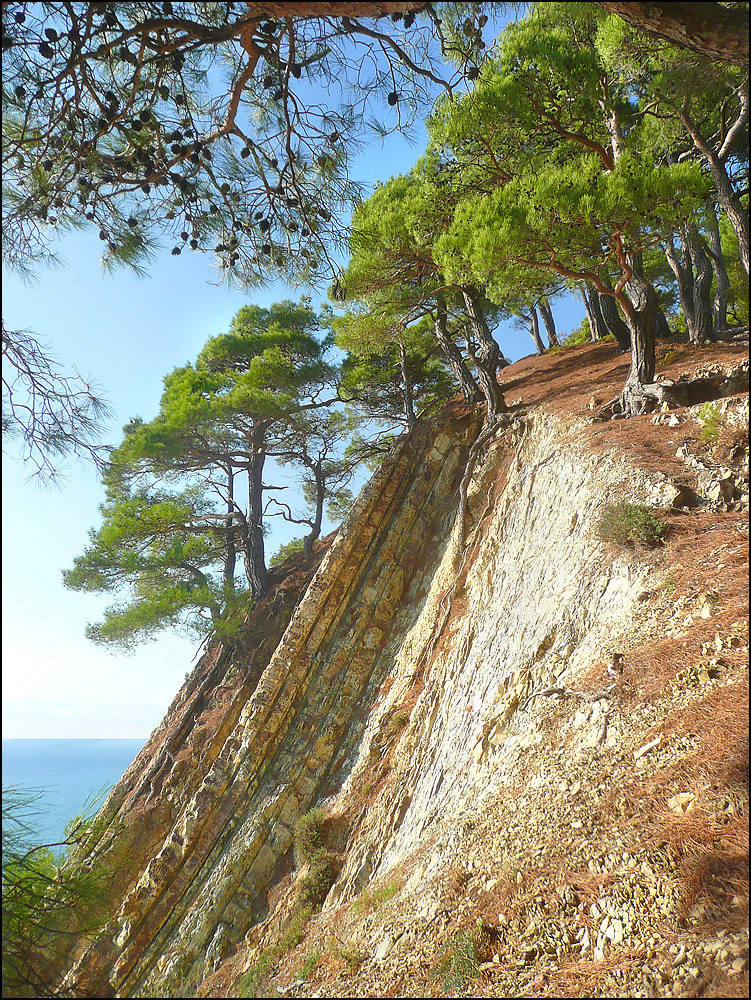
Сосна пицундская на склонах гор у Джанхота
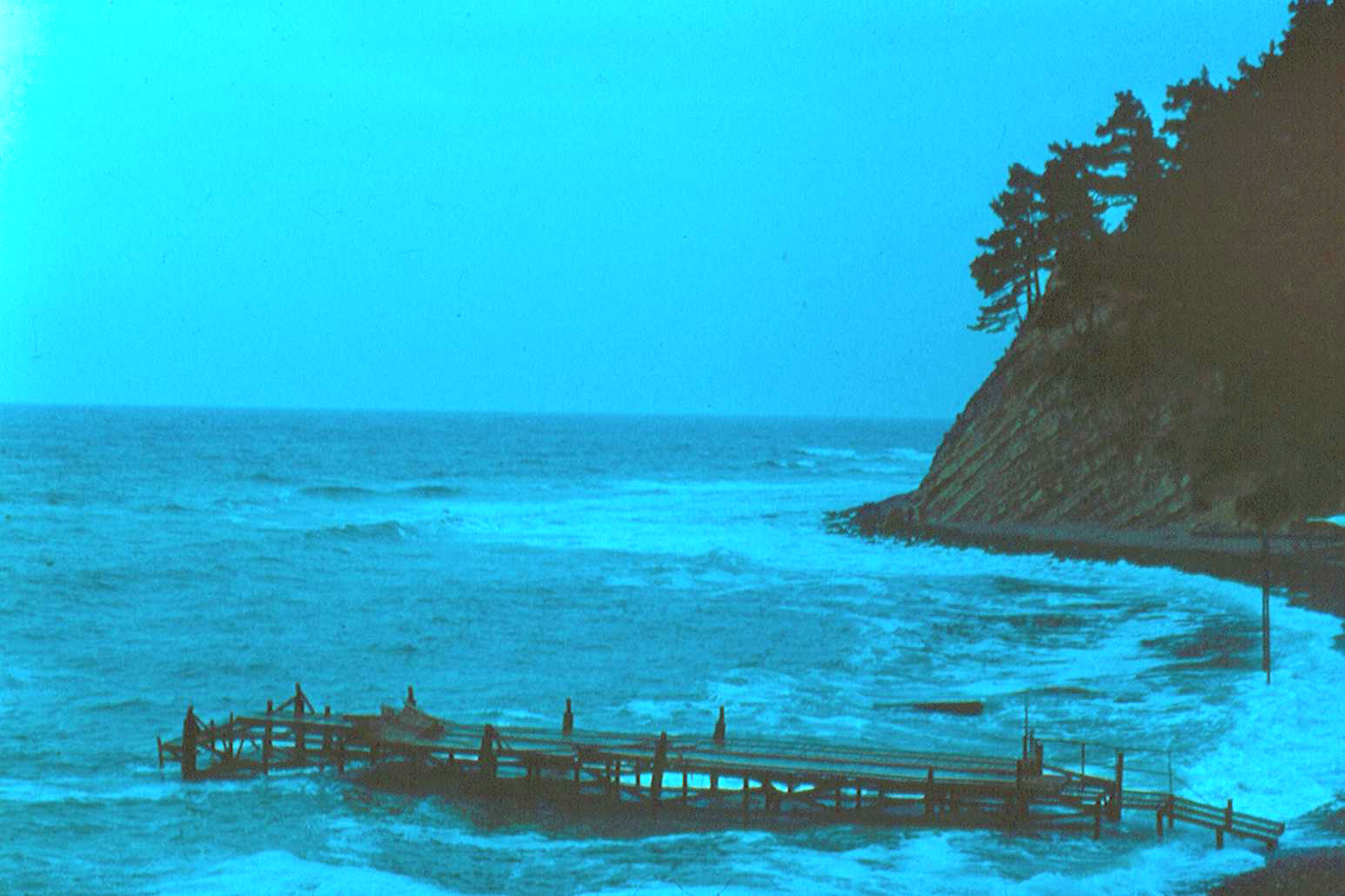
Побережье Джанхота
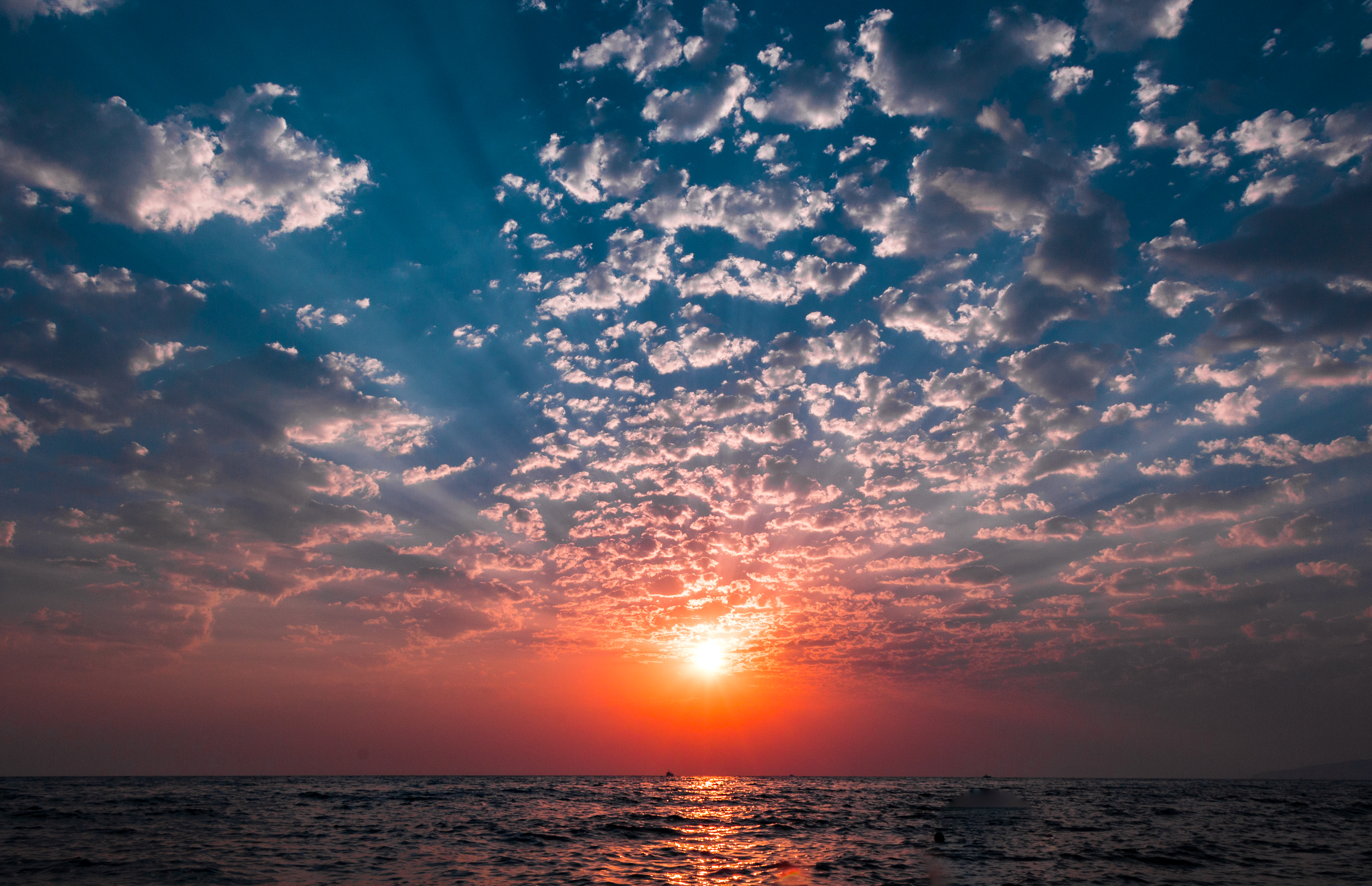
Вид с пляжа в Джанхоте
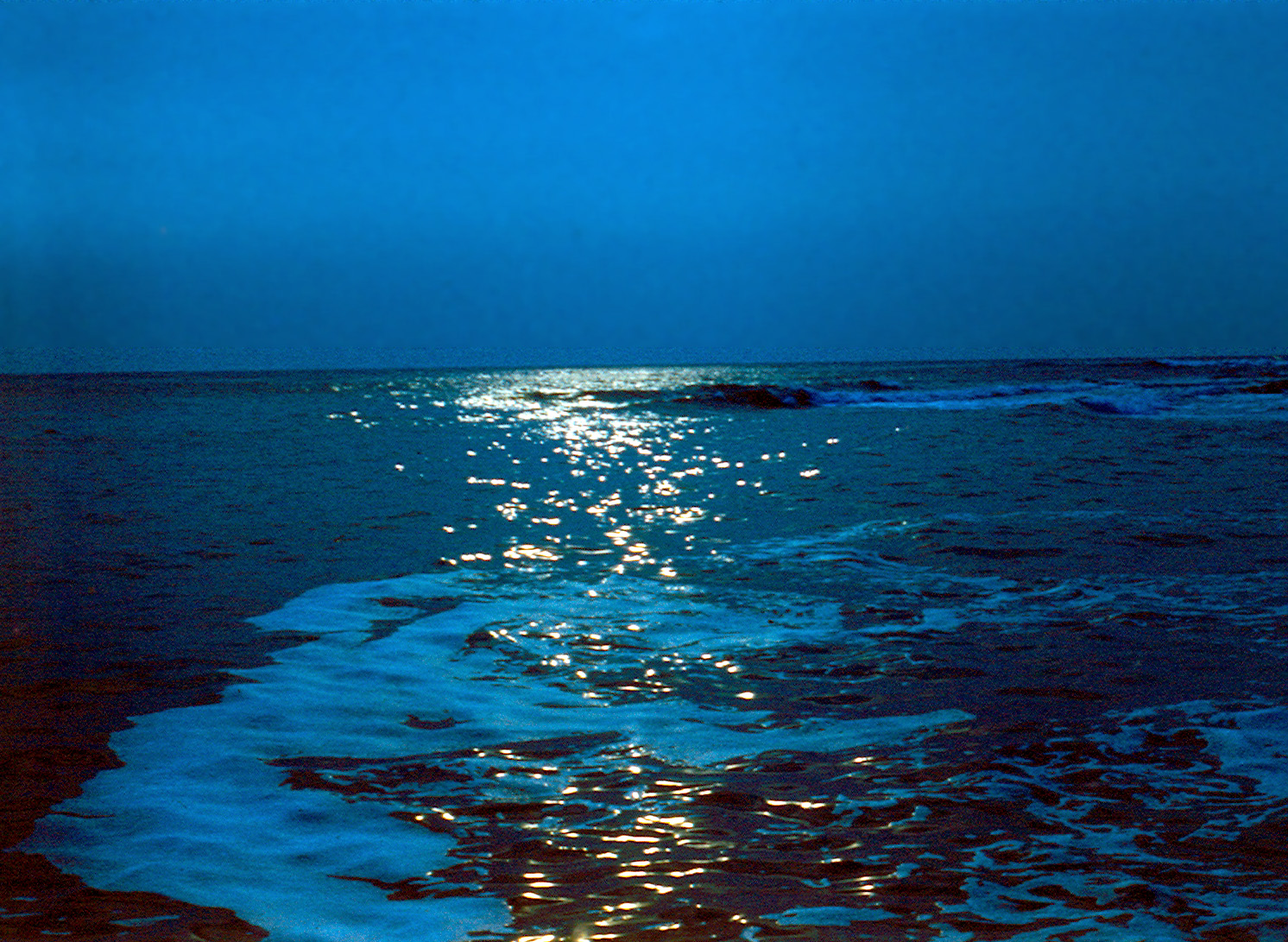
Ночное море у побережья Джанхота
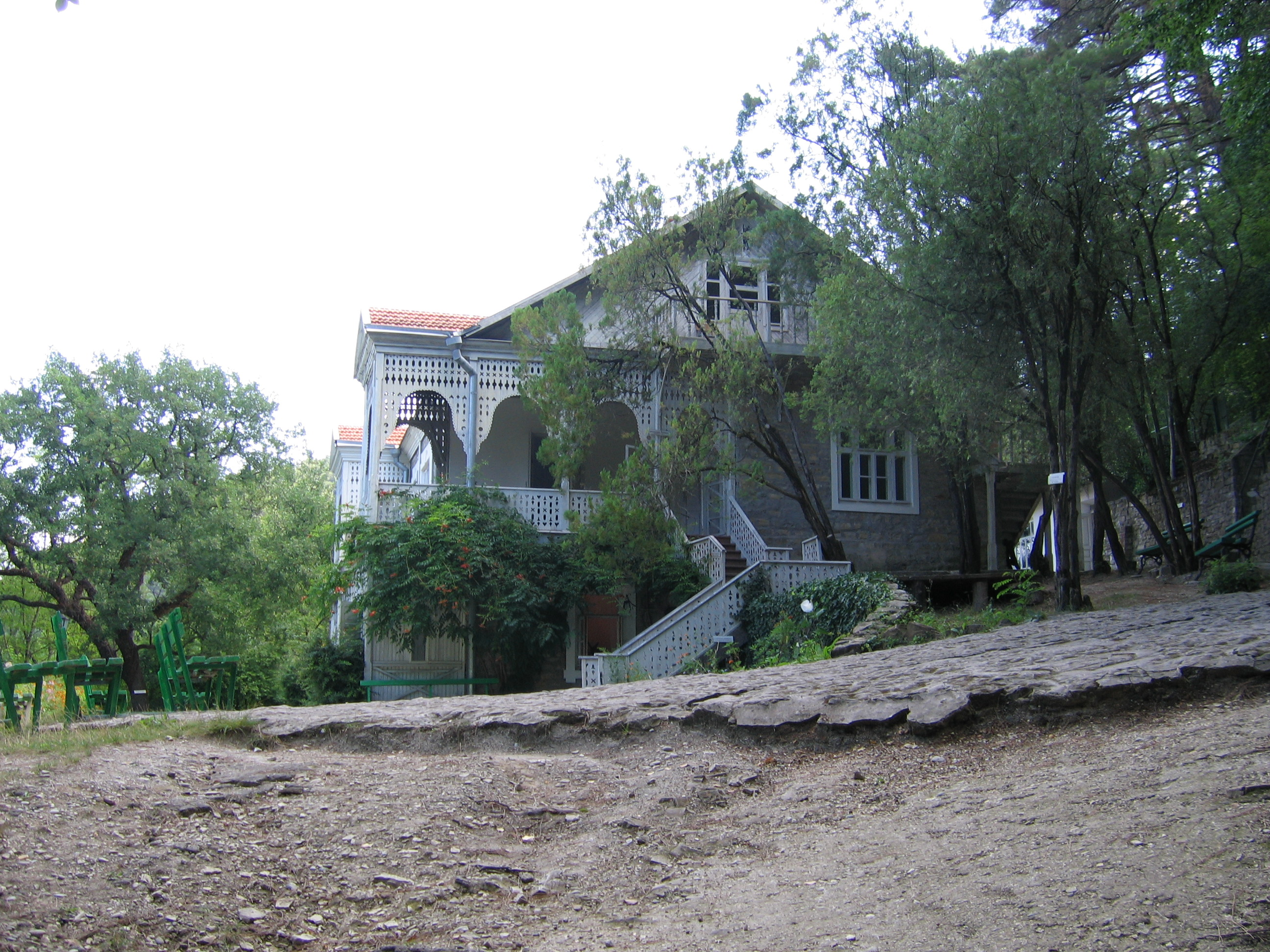
Дача В. Г. Короленко
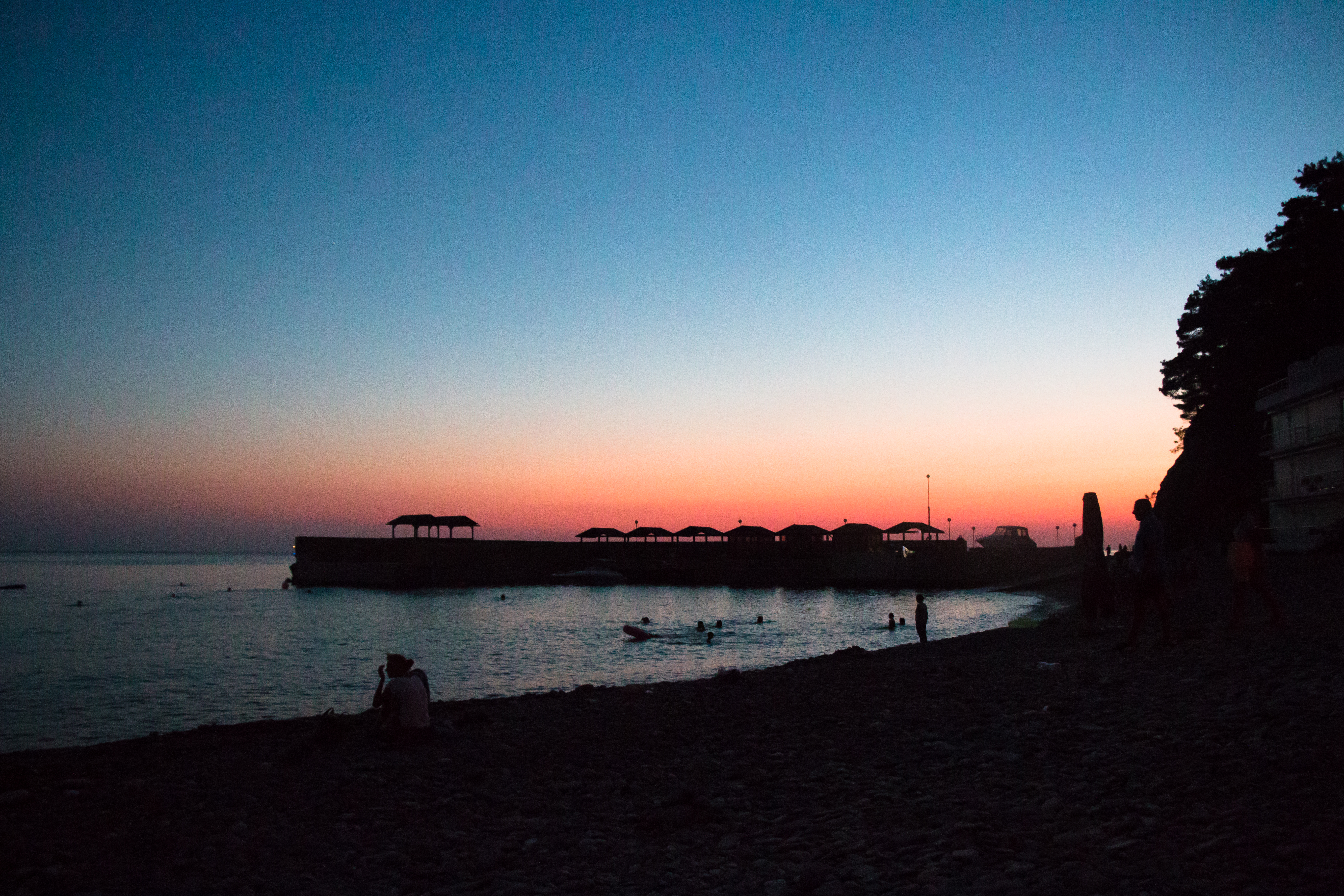
Пляж и пристань в Джанхоте

## Комментарии
1. ↑  >нетипичная версия средиземноморского климата с более холодной зимой и более влажным летом[2]